# Medinghoven

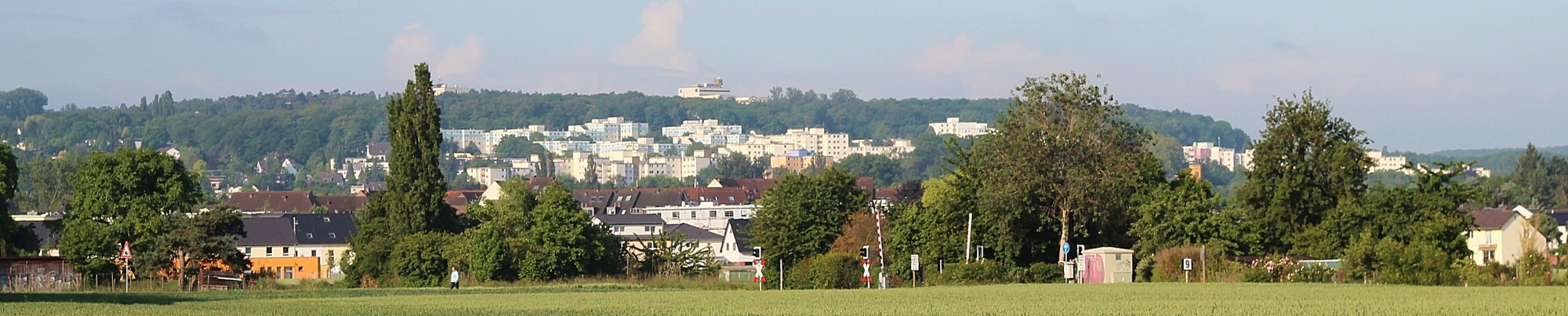
Blick vom Meßdorfer Feld auf Medinghoven

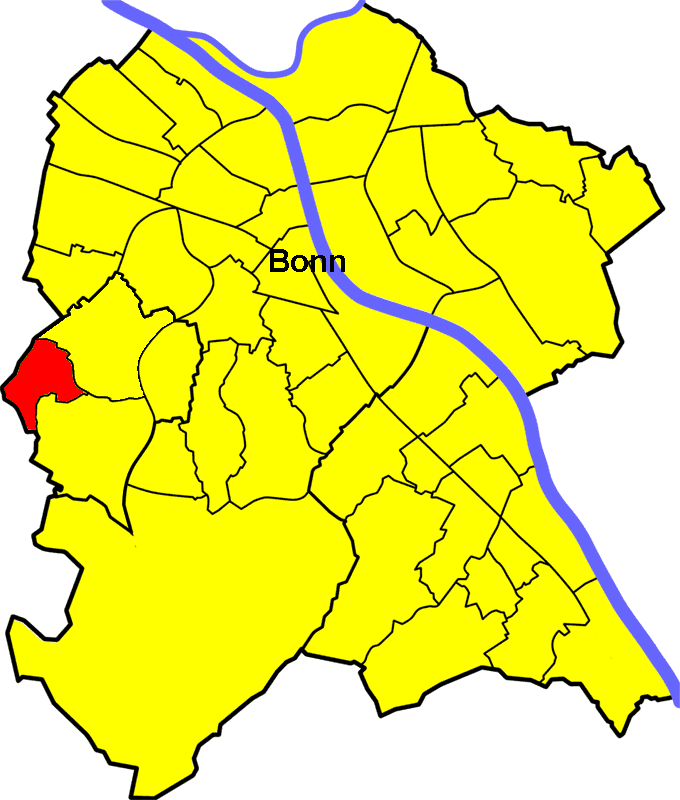
Medinghoven in Bonn

Medinghoven ist ein Siedlungsgebiet von Bonn im Ortsteil Duisdorf des Stadtbezirks Hardtberg, das durch eine in den 1970er-Jahren entstandene Wohnsiedlung im Geschosswohnungsbau geprägt wird. Daneben gibt es auch zahlreiche Einfamilienhäuser und Eigentumswohnungen. In der Hauptsatzung der Bundesstadt Bonn wird er nicht als offizieller Ortsteil ausgewiesen, ist jedoch ein statistischer Bezirk mit einer Einwohnerzahl von 4514 (Stand: 31. Dezember 2018).

## Allgemeines
Aufgrund der Verlegung des Regierungssitzes nach Berlin (1999/2000) hat sich die Bevölkerungsstruktur von Medinghoven nach und nach geändert. Zahlreiche Bundesbedienstete verließen den Stadtteil und es zogen verstärkt Migranten zu.
Das Diakonische Werk ist mit einem Stadtteilbüro in Medinghoven vertreten, das eine Sozialberatung sowie verschiedene Gruppen- und Bildungsveranstaltungen anbietet.
Der Ortsteil grenzt an den Alfterer Ortsteil Nettekoven. Im Norden des Ortsteils liegt die Burg Medinghoven und im Westen das Helios-Klinikum Bonn/Rhein-Sieg.

## Bildung
Es gibt vier Schulen in Medinghoven: Die Grundschule Medinghoven, die Margot-Barnard-Realschule Bonn, die Königin-Juliana-Schule (Förderschule mit dem Schwerpunkt Geistige Entwicklung) sowie die Derletalschule (Förderschule).

## Wirtschaft
Medinghoven besitzt eine eigene kleine „Ladenzeile“, in der u. a. ein Pizzalieferservice, ein Kiosk, ein Obst- und Gemüsehändler sowie ein Bistro ansässig sind. 

## Statistische Daten
Medinghoven gehört mit 1,2 km² Fläche zum Bonner Stadtteil Duisdorf. Derzeit existieren 13 Spiel- und Bolzplätze in Medinghoven (Stand: Juni 2007), der bekannteste Platz liegt bei dem Spielhaus Medinghoven an der Stresemannstraße im Süden.
Medinghoven ist ein Stadtteil mit junger Bevölkerung, der durch einen hohen Einwandereranteil und eine hohe Zahl von Aussiedlern geprägt ist. Die Arbeitslosigkeit ist im Vergleich zum Bonner Durchschnitt sehr hoch.
Am 31. Dezember 2022 waren 19,6 % der Medinghovener Bevölkerung römisch-katholisch, 11,1 % evangelisch und die Mehrheit mit 31,0 % war islamisch. Weitere 7 % gehörten einer sonstigen sowie 31,3 % keiner Glaubensgemeinschaft an.